# Esperimento di Haynes-Shockley
Nella fisica dei semiconduttori, l'esperimento di Haynes–Shockley evidenzia le proprietà di trasporto della carica elettrica (lacune ed elettroni) con il metodo del tempo di volo. L'esperimento venne descritto in un breve articolo di Haynes e Shockley nel 1948, e poi in un lavoro più dettagliato firmato da Shockley, Pearson, e Haynes nel 1949. Nell'esperimento possono essere misurate mobilità, vita media e coefficiente di diffusione dei portatori di carica minoritari.

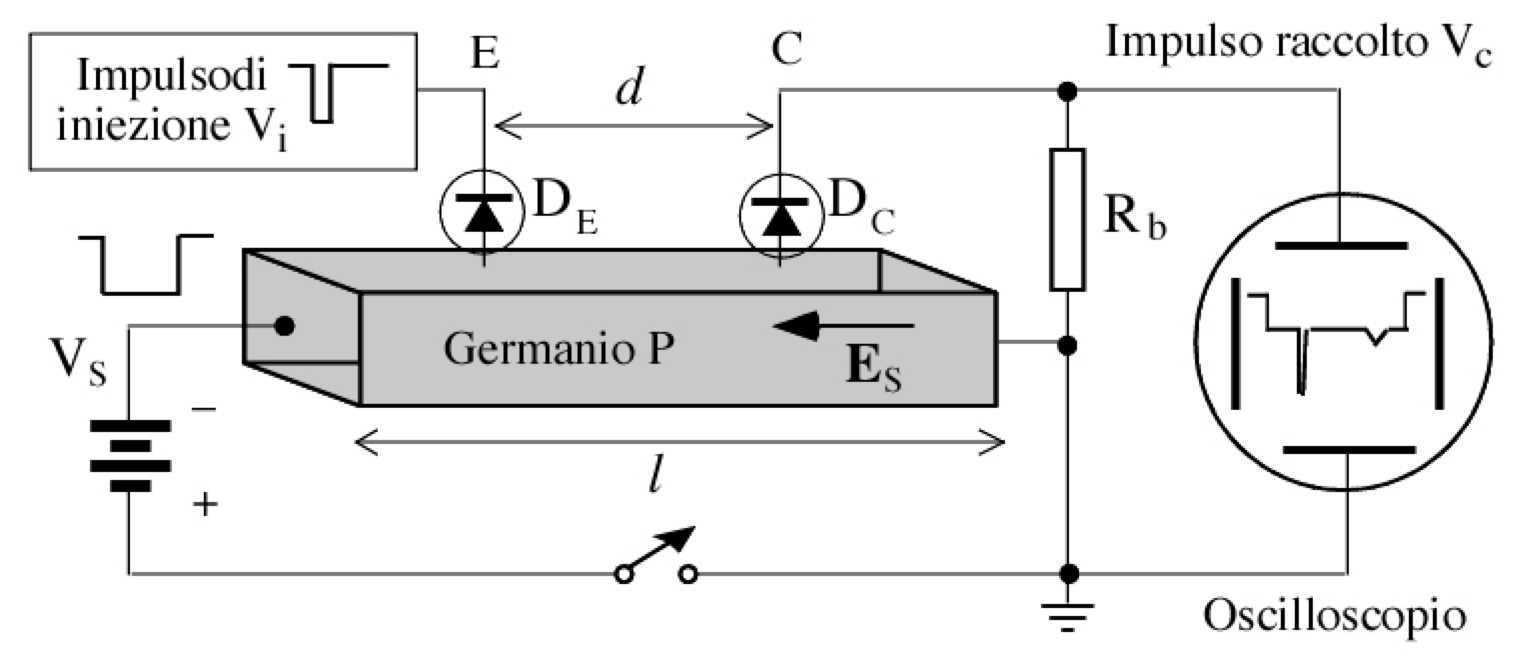
Schema dell'apparato dell'esperimento di Haynes-Shockley

Nell'esperimento originale si utilizzava una batteria per creare un campo elettrico lungo una sbarretta di semiconduttore monocristallino drogato, e in un punto del campione, si iniettava mediante un contatto a punta (emettitore), un breve impulso di portatori minoritari di carica in eccesso rispetto alla distribuzione di equilibrio, i quali venivano trasportati dal campo elettrico lungo il campione. Le cariche in eccesso venivano raccolte da un secondo contatto a punta (collettore). Un modo alternativo per iniettare le cariche in eccesso è quello di usare un raggio laser pulsato per che produce nella zona illuminata del semiconduttore un eccesso di lacune ed elettroni (effetto fotoelettrico interno).

## Equazioni
Per descrivere l'effetto consideriamo una barretta di materiale semiconduttore di tipo n lunga d. Vogliamo calcolare la mobilità elettrica dei portatori di carica, il coefficiente di diffusione e la vita media dei portatori. Nel seguito semplifichiamo il problema riducendoci al solo caso di trasporto unidirezionale.
Le densità di corrente js per elettroni (e) e lacune (p) sono: 
{\displaystyle j_{e}=+\mu _{n}nE+D_{n}{\frac {\partial n}{\partial x}}}
{\displaystyle j_{p}=+\mu _{p}pE-D_{p}{\frac {\partial p}{\partial x}}}
dove μs sono le mobilità dei portatori di carica, E il campo elettrico, n e p le densità dei portatori, Ds i coefficienti di diffusione, e x la posizione. 
Il primo termine a destra nelle equazioni è dovuto alla deriva nel campo elettrico e il secondo termine alla diffusione.

## Calcolo
Consideriamo le equazioni di continuità :
{\displaystyle {\frac {\partial n}{\partial t}}={\frac {-(n-n_{0})}{\tau _{n}}}-{\frac {\partial j_{e}}{\partial x}}}
{\displaystyle {\frac {\partial p}{\partial t}}={\frac {-(p-p_{0})}{\tau _{p}}}-{\frac {\partial j_{p}}{\partial x}}}
Gli indici 0 indicano le concentrazioni all'equilibrio. Elettroni e lacune si ricombinano con vita media τ.
Definiamo
{\displaystyle p_{1}=p-p_{0}\,,\quad n_{1}=n-n_{0}}
e riscriviamo le precedenti equazioni come:
{\displaystyle {\frac {\partial p_{1}}{\partial t}}=D_{p}{\frac {\partial ^{2}p_{1}}{\partial x^{2}}}-\mu _{p}p{\frac {\partial E}{\partial x}}-\mu _{p}E{\frac {\partial p_{1}}{\partial x}}-{\frac {p_{1}}{\tau _{p}}}}
{\displaystyle {\frac {\partial n_{1}}{\partial t}}=D_{n}{\frac {\partial ^{2}n_{1}}{\partial x^{2}}}+\mu _{n}n{\frac {\partial E}{\partial x}}+\mu _{n}E{\frac {\partial n_{1}}{\partial x}}-{\frac {n_{1}}{\tau _{n}}}}
Il gradiente di campo elettrico ∂E/∂x può essere calcolato con la legge di Gauss :
{\displaystyle {\frac {\partial E}{\partial x}}={\frac {\rho }{\epsilon \epsilon _{0}}}={\frac {e_{0}((p-p_{0})-(n-n_{0}))}{\epsilon \epsilon _{0}}}={\frac {e_{0}(p_{1}-n_{1})}{\epsilon \epsilon _{0}}}}
dove {\displaystyle \epsilon } è la costante dielettrica ({\displaystyle \epsilon _{0}} nel vuoto), {\displaystyle \rho } la densità di carica, e {\displaystyle e_{0}} la carica elementare.
Cambiamo le variabili con le sostituzioni:
{\displaystyle p_{1}=n_{\text{m}}+\delta \,,\quad n_{1}=n_{\text{m}}-\delta \ } ,
e supponiamo che la densità di portatori iniettati δ sia molto più piccola di {\displaystyle n_{\text{m}}}. Le equazioni iniziali diventano:
{\displaystyle {\frac {\partial n_{\text{m}}}{\partial t}}=D_{p}{\frac {\partial ^{2}n_{\text{m}}}{\partial x^{2}}}-\mu _{p}p{\frac {\partial E}{\partial x}}-\mu _{p}E{\frac {\partial n_{\text{m}}}{\partial x}}-{\frac {n_{\text{m}}}{\tau _{p}}}}
{\displaystyle {\frac {\partial n_{\text{m}}}{\partial t}}=D_{n}{\frac {\partial ^{2}n_{\text{m}}}{\partial x^{2}}}+\mu _{n}n{\frac {\partial E}{\partial x}}+\mu _{n}E{\frac {\partial n_{\text{m}}}{\partial x}}-{\frac {n_{\text{m}}}{\tau _{n}}}}
Usando la relazione di Einstein {\displaystyle \mu =e\beta D} , dove β è il reciproco del prodotto kT (costante di Boltzmann e temperatura assoluta), le equazioni diventano:
{\displaystyle {\frac {\partial n_{\text{m}}}{\partial t}}=D^{*}{\frac {\partial ^{2}n_{\text{m}}}{\partial x^{2}}}-\mu ^{*}E{\frac {\partial n_{\text{m}}}{\partial x}}-{\frac {n_{\text{m}}}{\tau ^{*}}}} ,
dove valgono per D*, μ* e τ* :
{\displaystyle D^{*}={\frac {D_{n}D_{p}(n+p)}{pD_{p}+nD_{n}}},\mu ^{*}={\frac {\mu _{n}\mu _{p}(n-p)}{p\mu _{p}+n\mu _{n}}}} e {\displaystyle {\frac {1}{\tau ^{*}}}={\frac {p\mu _{p}\tau _{p}+n\mu _{n}\tau _{n}}{\tau _{p}\tau _{n}(p\mu _{p}+n\mu _{n})}}} .
Assumendo sia n >> p ovvero p → 0 (caso di semiconduttore tipo-n con poche lacune iniettate), si ha D* → Dp, μ* → μp e 1/τ* → 1/τp. Il semiconduttore si comporta come se in esso si muovessero solo le lacune (portatori di carica minoritari).
L'equazione finale è :
{\displaystyle n_{\text{m}}(x,t)=A{\frac {1}{\sqrt {4\pi D^{*}t}}}e^{-t/\tau ^{*}}e^{-{\frac {(x+\mu ^{*}Et-x_{0})^{2}}{4D^{*}t}}}}
interpretabile come un impulso istantaneo di lacune iniettate al tempo t=0 (delta di Dirac) che si sposta verso l'elettrodo collettore trasformandosi in una gaussiana che si allarga e diminuisce di area.
Dalla forma del segnale raccolto al collettore si possono calcolare i parametri μ, D e τ .
{\displaystyle \mu ^{*}={\frac {d}{Et_{0}}}}
{\displaystyle D^{*}=(\mu ^{*}E)^{2}{\frac {(\delta t)^{2}}{16t_{0}}}}
dove d è la distanza percorsa nel tempo t0, e δt la larghezza dell'impulso osservato.